# Instytut Kultury Polskiej Uniwersytetu Warszawskiego
Instytut Kultury Polskiej Uniwersytetu Warszawskiego (IKP UW) – jedna z siedmiu jednostek dydaktycznych wchodzących w skład Wydziału Polonistyki Uniwersytetu Warszawskiego. 
Instytut Kultury Polskiej jest jednym z najważniejszych ośrodków kulturoznawczych w Polsce. Studia I i II stopnia na kierunku „kulturoznawstwo – wiedza o kulturze” prowadzone w IKP otrzymały w 2017 roku najwyższą ocenę – wyróżniającą, przyznawaną przez Prezydium Polskiej Komisji Akredytacyjnej.
Instytut prowadzi autorski program studiów dziennych (licencjackich i magisterskich) w zakresie kulturoznawstwa, a także podyplomowych pedagogika teatru. W Instytucie stworzono własny unikalny program poświadczony wielokrotnie wznawianą i unowocześnianą, kilkutomową serią podręczników (m.in. „Antropologia kultury”, „Antropologia kultury wizualnej”, „Antropologia ciała”, „Antropologia widowisk”, „Antropologia antyku greckiego”). Podręczniki były wielokrotnie nagradzane Nagrodą Rektora Uniwersytetu Warszawskiego oraz w Konkursie na Najlepszy Podręcznik Akademicki o Nagrodę Stowarzyszenia Wydawców Szkół Wyższych im. ks. Edwarda Pudełki.
Przy Instytucie Kultury Polskiej (oraz Instytucie Badań Literackich PAN) afiliowane jest czasopismo naukowe „Widok. Teorie i praktyki kultury wizualnej”. To pierwsze czasopismo naukowe w Polsce (11 pkt na liście MNiSW) poświęcone badaniom kultury wizualnej. 
Instytut ma siedzibę w budynku dawnego Szpitala św. Rocha, na terenie głównego kampusu Uniwersytetu Warszawskiego.

## Historia
Katedrę Kultury Polskiej na Wydziale Polonistyki UW powołano w 1976 roku, Instytut Kultury Polskiej powstał z jej przekształcenia w 1998 roku. W roku akademickim 1998/1999 Instytut otworzył własny kierunek studiów „kulturoznawstwo – wiedza o kulturze”. W 2016 roku IKP obchodził rocznicę 40-lecia swojej działalności.
Pierwszym dyrektorem Instytutu był prof. Andrzej Mencwel, który pełnił tę funkcję przez trzy kadencje, do 2002 roku (jego zastępcami byli kolejno prof. Grzegorz Godlewski i prof. Leszek Kolankiewicz; prof. Leszek Kolankiewicz i prof. Paweł Rodak; prof. Grzegorz Godlewski i dr Marcin Niemojewski). W latach 2005–2012 dyrektorem Instytutu był prof. Leszek Kolankiewicz (zastępcami byli prof. Wojciech Dudzik i dr. Marta Zimniak-Hałajko). W latach 2012–2016 funkcję tę pełnił prof. Paweł Rodak (jego zastępcami zostali dr. hab. Iwona Kurz i dr hab. Paweł Majewski). W kadencjach 2016-2020 i 2020-2024 dyrektorką Instytutu Kultury Polskiej była dr. hab. Iwona Kurz, jej zastępczyniami kolejno były prof. Agnieszka Karpowicz i dr. Dorota Sosnowska oraz prof. Małgorzata Litwinowicz-Droździel i dr. Paulina Kwiatkowska. Od 2024 r. dyrektorem jest dr hab. Roman Chymkowski, jego zastępczynią ds. naukowych dr. Magda Szcześniak, a kierownikiem studiów dr Łukasz Bukowiecki.

## Struktura
Instytut tworzą następujące jednostki:
- Zakład Antropologii Słowa
- Zakład Filmu i Kultury Wizualnej
- Zakład Historii Kultury
- Zakład Kultury Współczesnej
- Zakład Teatru i Widowisk
- Pracownia Studiów Miejskich
- Zespół Sztuk Społecznych

## Badania
W Instytucie działa pięć międzyzakładowych zespołów badawczych: Zespół Badań nad Filmem, Zespół Badań Mody i Dizajnu, Zespół Kultury Staropolskiej, Zespół Kultury XIX wieku, Zespół Badań Pamięci o Zagładzie. Pracownicy Instytutu Kultury Polskiej prowadzą wszechstronne, interdyscyplinarne badania antropologicznokulturowe i historycznokulturowe. Badania łączy szerokie, antropologiczne rozumienie kultury oraz nacisk na komunikacyjny wymiar praktyk kulturowych. Stąd znaczenie w badaniach mediów kultury, zwłaszcza podstawowych – słowa, widowiska, obrazu, analizowanych w ich różnych modalnościach historycznych i technologicznych. W perspektywie historycznej podstawowym obszarem badań prowadzonych w Instytucie jest kultura polska, ale często widziana w „sąsiedztwie” kultur obcych: innych krajów środkowoeuropejskich, krajów skandynawskich i kultury żydowskiej.
Podejmowane w Instytucie projekty badawcze realizowane są przede wszystkim w formie grantów pozyskanych w konkursach Narodowego Centrum Nauki, Narodowego Programu Rozwoju Humanistyki oraz innych instytucji, także międzynarodowych.